# 오논강
오논강(몽골어: Онон гол, ᠥᠨᠥᠨ

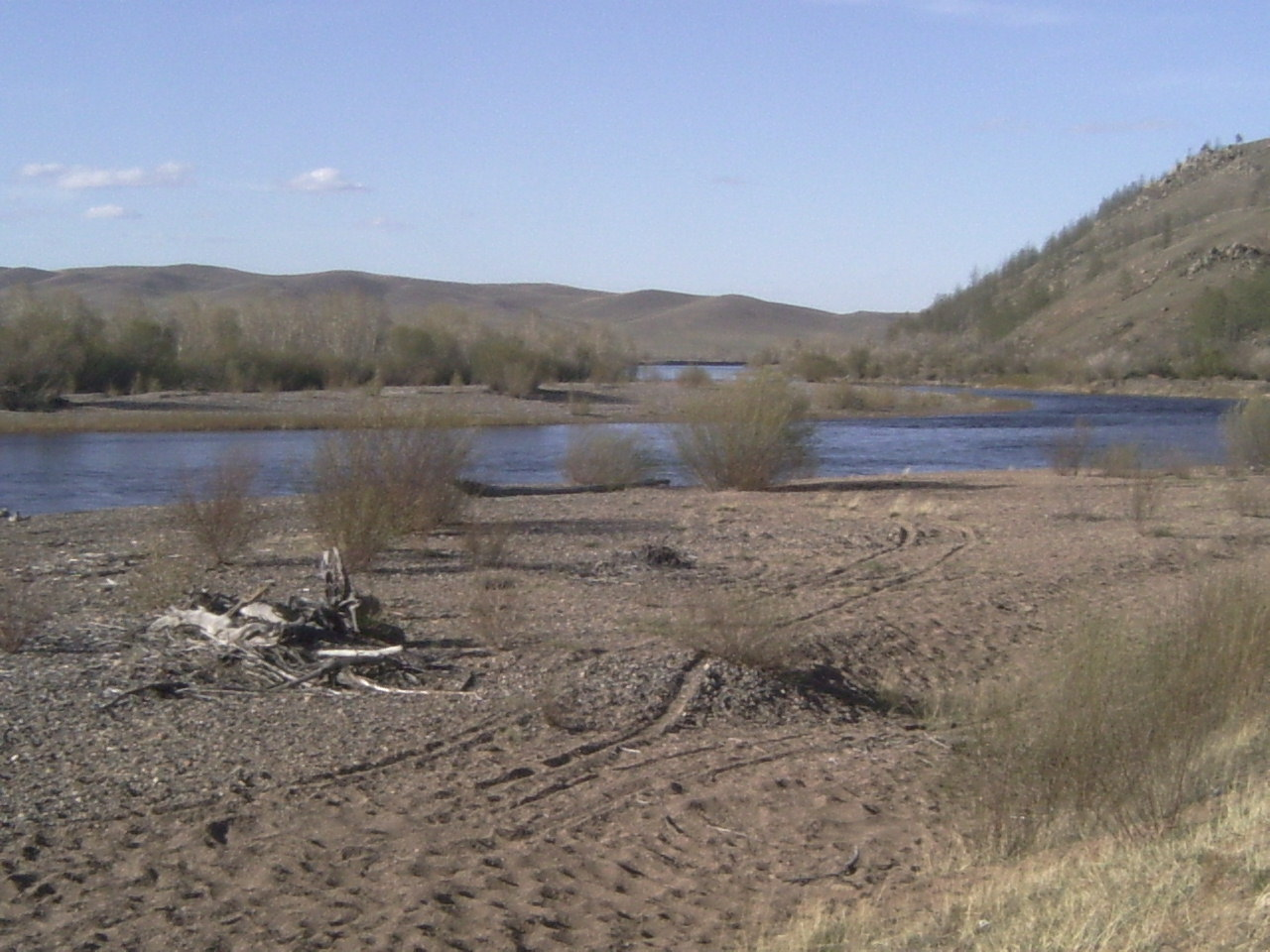
오논강 전경

ᠭᠣᠣᠯ 오논 요울, 러시아어: Онон)은 러시아와 몽골을 흐르는 강으로 유역 길이는 818 km, 유역 면적은 94,010 km2이다. 중국에서는 악난하(鄂嫩河), 알난하(斡難河)로 부른다. 헨티산맥의 동쪽에서 발원하는 것으로 알려져 왔다. 인고다강과 합류하여 실카강을 이룬다.
몽골 제국의 대칸 칭기즈 칸이 해당 강 부근에서 태어나고 자랐다.
또한 미디어에 소개된 곳은 EBS 1TV의 《세계테마기행》을 통해 소개된 바 있다.